# ایرنا گورسکا-دامینتسکا
ایرنا گورسکا-دامینتسکا (لهستانی: Irena Górska-Damięcka؛ ‏ ۲۰ اکتبر ۱۹۱۰ – ۱ ژانویهٔ ۲۰۰۸) بازیگر، طراح میزانسن و کارگردان هنری تئاتر اهل لهستان بود.
از فیلم‌ها یا مجموعه‌های تلویزیونی که وی در آن‌ها نقش داشته است، می‌توان به قلب مادر اشاره نمود.